# Квалификације за Светско првенство у фудбалу 2010 — КОНКАКАФ
Квалификације за Светско првенство у фудбалу 2010. — КОНКАКАФ су квалификације фудбалских репрезентација Северне—Средње Америке и Кариба (КОНКАКАФ) у којима се 35 земаља такмичи за 3 места на Светско првенство у фудбалу 2010. у Јужној Африци.

## Систем такмичења
У првом кругу, 22 екипе најниже рангиране према класификацији ФИФА играју по куп систенму 11 утакмица чији победници се квалификују за други круг, а 12 екипа је Свети Винсент и Гренадини (који није морао играти у првом кругу јер се аутоматски квалификовао) аутоматски улазе у други круг. Три пара од тих 11 играли су само по једну утакмицу (без реванша).
У другом кругу, првих 12 репрезентација КОНКАКАФ-а и 12 репрезентација из првог круга играли су 12 утакмица по куп систему. Дванаест победничких екипа улазе у трећи круг.
У трећем кругу, преосталих 12 екипа су подељене у 3 групе од 4 екипе играју по двоструком лига систему (свако са сваким две утакмице). Прве две екипе из сваке групе квалификују се за четврти круг.
У четвртом кругу, преосталих 6 екипа формирају финалну групу по истом систему као у трећем кругу. Три првопласиране екипе се директво квалификују за Светско првенство а четвртопласирана екипа игра доигравање против петопласиране екипе Јужне Америке (КОНМЕБОЛ). Победник се такође квалификује са првенство.

## Екипе учеснице
| Ангвила           | Костарика        | Кајманска Острва            | Порторико                |
| Антигва и Барбуда | Куба             | Теркс и Кејкос              | Доминиканска Република   |
| Холандски Антили  | Доминика         | Америчка Девичанска Острва  | Сент Китс и Невис        |
| Аруба             | Сједињене Државе | Британска Девичанска Острва | Сент Винсент и Гренадини |
| Бахами            | Гренада          | Јамајка                     | Света Луција             |
| Барбадос          | Гватемала        | Мексико                     | Салвадор                 |
| Белизе            | Гвајана          | Монтсерат                   | Суринам                  |
| Бермуди           | Хаваји           | Никарагва                   | Тринидад и Тобаго        |
| Канада            | Хондурас         | Панама                      |                          |

## Први круг
Жребање парова одржано је 25. новембра 2007. у Дурбану Јужна Африка.
Утакмице су одигране 3. фебруара и 30. марта 2008. 
| Меч     | Репрезентација             | укупан рез. | Репрезентација              | 1. утак. | 2. утак.    |
| Група 1 | Група 1                    | Група 1     | Група 1                     | Група 1  | Група 1     |
| ------- | -------------------------- | ----------- | --------------------------- | -------- | ----------- |
| 1       | Доминика                   | 1 - 2       | Барбадос                    | 1-1      | 0-1         |
| 2       | Теркс и Кејкос             | 2 - 3       | Света Луција                | 2-1      | 0-2         |
| 3       | Бермуди                    | 4 - 2       | Кајманска Острва            | 1-1      | 3-1         |
| 4       | Аруба                      | 0 - 4       | Антигва и Барбуда           | 0-3      | 0-1         |
| Група 2 |                            |             |                             |          |             |
| 5       | Белизе                     | 4 - 2       | Теркс и Кејкос              | 3-1      | 1-1         |
| 6       | Бахами                     | 3 - 3       | Британска Девичанска Острва | 1-1      | 2-2         |
| 7       | Доминиканска Република     | 0 - 1       | Порторико                   | Н. И     | 0-1 (прод.) |
| Група 3 |                            |             |                             |          |             |
| 8       | Америчка Девичанска Острва | 0 - 10      | Гренада                     | Н. И.    | 0-10        |
| 9       | Суринам                    | 7 - 1       | Монтсерат                   | Н. И     | 7-1         |
| 10      | Салвадор                   | 16 - 0      | Ангвила                     | 12-0     | 4-0         |
| 11      | Никарагва                  | 0 - 3       | Холандски Антили            | 0-1      | 0-2         |

1. ↑  U.S. receives first-round bye in World Cup qualifying[мртва веза]
2. ↑  „FIFA/Coca-Cola World Ranking - CONCACAF Zone”. Архивирано из оригинала 24. 12. 2018. г. Приступљено 06. 04. 2009.
3. ↑  Белизе своју утакмицу као домаћин играо у Гватемали
4. ↑  Белизе се квалификова по правиву више голова у гостима
5. ↑  Обе утакмице су се игракле на Бахамима
6. 1 2  Играна само једна утакмица због недостатка стадиона са ФИФА лиценцом
7. ↑  Играна само једна утакмица на Тринад и Тобагу јер ниједна страна нема одговарајући стадион
8. ↑  Играно у САД јер Ангвила нема одговарајући стадион

## Други круг
У другом кругу, првих 12 репрезентација КОНКАКАФ-а и 12 репрезентација из првог круга играли су 12 утакмица по куп систему. Дванаест победничких екипа улазе у трећи круг.
Утакмице су одигране 5. јуна и 25. јуна 2008. 
| Меч     | Репрезентација           | укупан рез. | Репрезентација   | 1. утак. | 2. утак. |
| Group 1 | Group 1                  | Group 1     | Group 1          | Group 1  | Group 1  |
| ------- | ------------------------ | ----------- | ---------------- | -------- | -------- |
| 1       | Сједињене Државе         | 9 - 0       | Барбадос         | 8-0      | 1-0      |
| 2       | Гватемала                | 9 - 1       | Света Луција     | 6-0      | 3-11     |
| 3       | Тринидад и Тобаго        | 3 - 2       | Бермуди          | 1-2      | 2-0      |
| 4       | Антигва и Барбуда        | 3 - 8       | Куба             | 3-4      | 0-4      |
| Group 2 |                          |             |                  |          |          |
| 5       | Белизе2                  | 0 - 9       | Мексико          | 0-2      | 0-7      |
| 6       | Јамајка                  | 13 - 0      | Бахами           | 7-0      | 6-03     |
| 7       | Хондурас                 | 6 - 2       | Порторико        | 4-2      | 2-2      |
| 8       | Сент Винсент и Гренадини | 1 - 7       | Канада           | 0-34     | 1-4      |
| Group 3 |                          |             |                  |          |          |
| 9       | Гренада                  | 2 - 5       | Костарика        | 2-2      | 0-3      |
| 10      | Панама                   | 2 - 3       | Салвадор         | 1-0      | 1-3      |
| 11      | Хаити                    | 1 - 0       | Холандски Антили | 0-0      | 1-0      |
| 12      | Суринам                  | 3 - 1       | Гвајана          | 1-0      | 2-1      |

1 Света Луција је играла као домаћин у САД

2 Белизе је играо као домаћин у САД

3 Бахами су играли као домаћин на Јамајци

4 Замењен редослед домаћинства

## Трећи круг
Утакмице су се играле од 20. августа до 19. новембра 2008. 
Прве две екипе из сваке групе су се квалифиоковале у четврти круг.

### Група А
| Група 1           | Куба | Гватемала | Тринидад и Тобаго | Сједињене Америчке Државе |
| ----------------- | ---- | --------- | ----------------- | ------------------------- |
| Куба              | ХХХ  | 2-1       | 1-3               | 0-1                       |
| Гватемала         | 4-1  | ХХХ       | 0-0               | 0-1                       |
| Тринидад и Тобаго | 3-0  | 1-1       | ХХХ               | 2-1                       |
| Сједињене Државе  | 6-1  | 2-0       | 3-0               | ХХХ                       |

| Табела групе 1    | И | Д | Н | И | ДГ | ПГ | Бодови |    |
| ----------------- | - | - | - | - | -- | -- | ------ | -- |
| Сједињене Државе  | 6 | 5 | 0 | 1 | 14 | 3  | +11    | 15 |
| Тринидад и Тобаго | 6 | 3 | 2 | 1 | 9  | 6  | -3     | 11 |
| Гватемала         | 6 | 1 | 2 | 3 | 6  | 7  | -1     | 5  |
| Куба              | 6 | 1 | 0 | 5 | 5  | 18 | -13    | 3  |

### Група 2
| Група Б  | Канада | Хондурас | Јамајка | Мексико |
| -------- | ------ | -------- | ------- | ------- |
| Канада   | ХХХ    | 1-2      | 1-1     | 2-2     |
| Хондурас | 3-1    | ХХХ      | 2-0     | 1-0     |
| Јамајка  | 3-0    | 1-0      | ХХХ     | 1-0     |
| Мексико  | 2-1    | 3-0      | ХХХ     |         |

| Табела групе 2 | И | Д | Н | И | ДГ | ПГ | Бодови |    |
| -------------- | - | - | - | - | -- | -- | ------ | -- |
| Хондурас       | 6 | 4 | 0 | 2 | 9  | 5  | +4     | 12 |
| Мексико        | 6 | 3 | 1 | 2 | 9  | 6  | +3     | 10 |
| Јамајка        | 6 | 3 | 1 | 2 | 6  | 6  | 0      | 10 |
| Канада         | 6 | 0 | 2 | 4 | 6  | 13 | -7     | 2  |

### Група 3
| Група Б   | Костарика | Салвадор | Хаити | Суринам |
| --------- | --------- | -------- | ----- | ------- |
| Костарика | ХХХ       | 1-0      | 2-0   | 7-0     |
| Салвадор  | 1-3       | ХХХ      | 5-0   | 3-0     |
| Хаити     | 1-3       | 0-0      | ХХХ   | 2-2     |
| Суринам   | 1-4       | 0-2      | 1-1   | ХХХ     |

| Табела групе 3 | И | Д | Н | И | ДГ | ПГ | Бодови |    |
| -------------- | - | - | - | - | -- | -- | ------ | -- |
| Костарика      | 6 | 6 | 0 | 0 | 20 | 3  | +17    | 18 |
| Салвадор       | 6 | 3 | 1 | 2 | 11 | 4  | +7     | 10 |
| Хаити          | 6 | 0 | 3 | 3 | 4  | 13 | -9     | 3  |
| Хаити          | 6 | 0 | 2 | 4 | 4  | 19 | -15    | 2  |

## Четврти круг
Шест екипа које су се пласирале у четврти круга играће у једној групи. Прве три екипе ће се квалификовати на Светско првенство 2010. Четвртопласирана екипа ће такмичити у доигравању са петопласираном екипом КОНМЕБОЛ.
Жребање је одржано у Јоханезбургу, Јужна Африка 22. новембра 2008.
| Група Б           | Костарика | Салвадор | Хондурас | Мексико | Тринидад и Тобаго | Сједињене Америчке Државе |
| ----------------- | --------- | -------- | -------- | ------- | ----------------- | ------------------------- |
| Костарика         | ХХХ       | 1-0      | 2-0      | 0-3     | 4:1               | 3-1                       |
| Салвадор          | 1-0       | ХХХ      | 14. X    | 2-1     | 2-2               | 2-2                       |
| Хондурас          | 4-0       | 1-0      | ХХХ      | 3-1     | 4-1               | 2-3                       |
| Мексико           | 2-0       | 4-1      | 1-0      | ХХХ     | 2-1               | 2-1                       |
| Тринидад и Тобаго | 2-3       | 1-0      | 1-1      | 14. X   | XXX               | 0-1                       |
| САД               | 14.X      | 2-1      | 2-1      | 2-0     | 3-0               | XXX                       |

| Табела групе 3    | И  | Д | Н | И | ДГ | ПГ | ГР  | Бодови |
| ----------------- | -- | - | - | - | -- | -- | --- | ------ |
| САД               | 10 | 6 | 2 | 2 | 19 | 13 | +6  | 20     |
| Мексико           | 10 | 6 | 1 | 3 | 18 | 12 | +6  | 19     |
| Хондурас          | 10 | 5 | 1 | 4 | 17 | 11 | +6  | 16     |
| Костарика         | 10 | 5 | 1 | 4 | 15 | 15 | 0   | 16     |
| Салвадор          | 10 | 2 | 2 | 6 | 9  | 15 | -6  | 8      |
| Тринидад и Тобаго | 10 | 1 | 3 | 6 | 10 | 22 | -12 | 6      |

1. ↑  CONCACAF Final Round Qualifying Draw to Take Place on Nov. 22 in Johannesburg Архивирано на веб-сајту  (12. децембар 2008), U.S. Soccer.

## Доигравање против екипе КОНМЕБОЛ-а
Четвртопласирана екипа из финалне групе играче меч са петопласираном екипом КОНМЕБОЛ-а, за пласман на Светско првенство 2010. Утакмице ће се одиграти 14 и 18. новембра 2009.
| Репрезентација | укупан рез. | Репрезентација | 1. утак. | 2. утак. |
| -------------- | ----------- | -------------- | -------- | -------- |
| Костарика      | 1—2         | Уругвај        | 0—1      | 1—1      |